# Уотт, Бен
Бен Уотт (англ. Ben Watt, полное имя Бе́нджамин Бра́йан То́мас Уотт (англ. Benjamin Brian Thomas Watt); род. 6 декабря 1962 года, Марилебон, Лондон, Великобритания) — британский музыкант, певец, автор песен, писатель, диджей и радиоведущий, наиболее известный как мужская половина музыкального дуэта Everything but the Girl.

## Ранние годы
Бен Уотт родился в Марилебоне, Лондон, и вырос в Барнсе, в семье шотландского джазового бэнд-лидера и аранжировщика Томми Уотта и его жены Романи Бэйн, писательницы, автора произведений о шоу-бизнесе. У Бена есть четыре старших сводных брата и сестры.

## Карьера

### Музыкант
Бен Уотт начал карьеру музыканта в 1981 году с записью на инди-лейбле Cherry Red. Продюсером его первого сингла "Cant", в котором на альте и тамбурине играл Ричард Аллен, стал фолк-исполнитель Кевин Койн. В 1982-м Уотт выпустил 5-трековый мини-альбом Summer into Winter с участием Роберта Уайатта на фортепиано и бэк-вокале. Дебютный альбом Уотта North Marine Drive вышел в 1983 году и представлял коллекцию сольных записей народного джаза; он достиг 10-го места в британских независимых чартах альбомов. Затем Бен объединился с вокалисткой Трейси Торн в дуэт Everything but the Girl. В течение 18 лет они записали более десяти студийных альбомов, подписали контракт с Warner Records в 1984 году и затем с Virgin в 1995-м. Некоторые альбомы и многие синглы добились успеха в британских и американских чартах, а песня "Missing" достигла второй позиции на американском чарте синглов Billboard Hot 100 в 1995 году. В середине 1990-х акцент в композициях группы сместился с альт-попа в сторону электроники (совместная работа с Walking Wounded, Massive Attack (Protection), Temperamental и др.).

### Писатель
Первые мемуары Бена Уотта под названием «Пациент — правдивая история редкого заболевания» (Patient –The True Story of a Rare Illness; Penguin, 1996) описывают его судьбу, которую изменил синдром Чарга—Стросса (эозинофильный гранулёматоз с полиангиитом), редкое, угрожающее жизни аутоиммунное заболевание. Диагноз Бену поставили в 1992-м после госпитализации, которая произошла накануне североамериканского турне Everything But The Girl. Мемуары были признаны значимой книгой года (Notable Book of the Year) по версии The New York Times и книгой года (Book of the Year) по версии The Sunday Times, также они стали финалистом премии Esquire-Waterstones за лучшую научно-популярную литературу в Великобритании.
Его вторые мемуары, «Романи и Том» (Romany and Tom; Bloomsbury, 2014), — портрет жизни и брака его родителей. В сентябре 2014 года они были включены в список претендентов на премию Самуэля Джонсона за 2014 год.

### Ремиксер и основатель лейбла
В 1998 году Уотт вместе с Джеем Ханнаном стал зачинателем регулярной дип-хаус-вечеринки Sunday в Лондоне (Sunday Club Night) и серии сборников Lazy Dog. Sunday, где Уотт и Ханнан выступали в качестве диджеев в командном стиле, проводилась два раза в месяц в Notting Hill Arts Club в Западном Лондоне, а затем каждые два месяца в The End в центре Лондона. Успех мероприятия привёл их к выступлениям на Winter Music Conference в Майами и нескольким турам по США. Уотт произвёл серию танцевальных ремиксов для Шаде, Саншайн Андерсон, Zero 7, Максвелла и других исполнителей. Проект Lazy Dog завершился 16 мая 2003 года прощальной заключительной вечеринкой в The End. Два сборника миксов — Lazy Dog Vol. 1 и Lazy Dog Vol. 2 — были выпущены Virgin Records в 2000 и 2001 годах соответственно.
В течение трёх лет, с 2002-го по 2005-й, Уотт был совладельцем и основателем ночных клубов Западного Лондона Neighborhood и Cherry Jam. Под его творческим руководством Cherry Jam проводил закрытые вечеринки подпольных клубов, художественные выставки и другие мероприятия. В Neighborhood Бен приглашал артистов, таких как Groove Armada, и многих международных диджеев, чтобы они выступали на его собственных клубных вечерах.
В апреле 2003 года Уотт основал собственный независимый лейбл для записи дип-хаус и техно-музыки Buzzin' Fly Records (названный в честь песни Тима Бакли). Лейбл продолжал способствовать развитию карьеры молодых и начинающих продюсеров и диджеев, таких как Джастин Мартин, мадемуазель Каро & Франк Гарсия и Родамаал. На лейбле размещались как собственные клубные постановки Уотта, так и работы некоторых других ремиксеров. В период с 2003 по 2007 год Бен также скомпилировал и смикшировал четыре альбома-сборника Buzzin' Fly (Vol. 1—4), смешав треки с лейбла с треками других исполнителей.
Buzzin' Fly стал лучшим лейблом-прорывом на House Music Awards в 2004 году и был удостоен награды DJ Magazine Awards в 2007 и 2008 гг., заняв второе место в рейтинге лучших британских лейблов. В апреле 2013 года, к десятой годовщине лейбла, Уотт объявил, что сокращает его деятельность, чтобы более полно сосредоточиться на собственном творчестве.
В 2017 году Buzzin' Fly взял под свой контроль бо́льшую часть предыдущих работ Everything But The Girl, ранее принадлежавших Warner Music. В том же году был запущен новый веб-сайт Buzzin' Fly, общий для всех трёх лейблов в группе Buzzin' Fly — Buzzin 'Fly, Strange Feeling и Unmade Road.

### Диджей
После нескольких лет проживания преимущественно в Лондоне Уотт выступил в качестве диджея на фестивалях в 2005 года, появившись на Good Vibrations Festival в Австралии, Homelands и Lovebox в Великобритании, Coachella в США и Electric Picnic в Ирландии. В 2008 году он открыл фестиваль Sonar (Sonar Festival) в Барселоне, выступил на фестивале Exit (Exit Festival) в том же году и был постоянным диджеем с 2007 по 2009 год на We Love Sundays в клубе Space на Ибице. Компания Giant Step содействовала его трёхлетней работе в клубе Cielo в Нью-Йорке, и в 2009-м Бен играл на главной сцене на первом фестивале Electric Zoo на острове Рандалс. Четыре года подряд (с 2008 по 2011) он номинировался на звание лучшего диджея дип-хаус на церемонии Global DJ Awards, проводимой на Ибице, и за выдающийся вклад в танцевальную музыку, по версии DJ Magazine Best of British Awards 2009.

### Новые лейблы
Опираясь на Buzzin' Fly, в 2007 году Бен Уотт основал Strange Feeling Records в качестве дочернего лейбла, выпускающего альтернативную и инди-поп-музыку. Признанная критиками группа Figurines из Копенгагена и венгерское трио The Unbending Trees стали одними из первых исполнителей, кто решил записываться на Strange Feeling. 17 мая 2010 года лейбл выпустил и распространил по всему миру третий сольный альбом жены Уотта Трейси Торн Love and Its Opposite; альбом стал пятым релизом лейбла. За ним в 2012 году последовал её альтернативный рождественский альбом Tinsel and Lights. В 2015-м увидел свет оригинальный саундтрек Торн к фильму «Падение» (The Falling) — дебютному художественному фильму британского режиссёра Кэрол Морли.
В 2014 году Бен Уотт основал Unmade Road, новый лейбл и продюсерскую компанию, как способ своего возвращения к записям и гастролям в качестве певца и автора песен. Он заключил лицензионную сделку лейбла с Caroline International. Лейбл выпустил альбомы Уотта Hendra в 2014 году и Fever Dream в 2016-м.

### Радиоведущий
В 2006 году Уотт запустил онлайн-радио-шоу Buzzin' Fly, чтобы демонстрировать будущую музыку лейбла, новые релизы и гостевые миксы. Шоу ретранслировали в сетях Galaxy Network и Kiss. В 2009 году, после более чем 150 выпусков, Уотт провёл свою последнюю передачу и принял приглашение от BBC Radio 6 Music перейти к ним в качестве постоянного диджея в радиопрограмме 6 Mix; это шоу просуществовало несколько лет и было отменено в 2014 году.

## Личная жизнь
Бен Уотт живёт со своей супругой и одновременно творческим партнёром Трейси Торн в Хампстеде, на севере Лондона. Они познакомились в 1981 году в Университете Халла. После 27 лет, прожитых вместе, в 2008-м они поженились в Управлении реестра Челси. В 1998-м у пары родились дочери-близнецы Джин и Алфи, а в 2001 году появился на свет их сын Блейк.
В 1992 году Уотту был поставлен диагноз — эозинофильный гранулёматоз с полиангиитом (EGPA), чрезвычайно редкое и потенциально смертельное аутоиммунное заболевание. Ему удалили 15 футов (5 м) некротизированной тонкой кишки (около 75 %), оставив его на постоянно ограниченной диете. Позже музыкант написал мемуары о своём опыте борьбы с болезнью и выздоровлении.

## Дискография

### Альбомы
- North Marine Drive (1983, Cherry Red)
- Hendra (2014, Unmade Road, дистр. Caroline International), № 46 в Великобритании
- Fever Dream (2016, Unmade Road), № 53 в Великобритании
- Storm Damage (январь 2020, Unmade Road)

### Синглы и мини-альбомы
- "Cant" (июнь 1981, Cherry Red)
- Summer into Winter EP, с Робертом Уайаттом (март 1982, Cherry Red)
- Some Things Don't Matter (февраль 1983, Cherry Red)
- Lone Cat (Holding On) (апрель 2003, Buzzin' Fly)
- Buzzin' Fly Vol 1 EP, вкл. "A Stronger Man" с Теренсом Трентом Д’Арби (январь 2004, Buzzin' Fly)
- Outspoken Part 1, вкл. "Pop a Cap in Yo' Ass" с Эстель и "Attack, Attack, Attack" с Бейби Блэк (январь 2005, Buzzin' Fly)
- Buzzin' Fly Vol 2 EP, вкл. "Lone Cat (Holding On)" (ремикс Джастина Мартина) и "Pop a Cap in Yo Ass" (даб Бена Уотта и Эстель) (апрель 2005, Buzzin' Fly)
- We Are Silver EP, вкл. "Old Soul" с Бейби Блэк и "Lone Cat" Денниса Феррера и Стива Мартинеса Special Re-Rub (апрель 2007, Buzzin' Fly)
- Buzzin' Fly Vol 4 EP, вкл. "Just a Blip" (июнь 2007, Buzzin' Fly)
- Guinea Pig (октябрь 2008, Buzzin' Fly)
- Bright Star (исполн. Стимминг, Бен Уотт и Джулия Биль) (февраль 2010, Buzzin' Fly)
- Forget (вкл. акустическую версию "The Levels", записанную с Дэвидом Гилмором) (июль 2014, Unmade Road)
- Golden Ratio EP (ремиксы Чарльза Уэбстера и Юэна Пирсона) (декабрь 2014, Buzzin' Fly)
- Gradually (январь 2016, Unmade Road)
- Between Two Fires (февраль 2016, Unmade Road)

### Сборники, микшированные Беном Уоттом
- Lazy Dog Vol. 1, с Джеем Ханнаном (октябрь 2000, Virgin)
- Back to Mine, с Трейси Торн как Everything but the Girl (май 2001, DMC)
- Lazy Dog Vol. 2, с Джеем Ханнаном (март 2002, Virgin)
- Buzzin' Fly Vol 1: Replenishing Music for the Modern Soul (март 2004, Buzzin' Fly)
- Buzzin' Fly Vol 2: Replenishing Music for the Modern Soul (апрель 2005, Buzzin' Fly)
- InTheMix 2006 (австралийский релиз; 2 CD: один компилирован и микширован Беном Уоттом, другой — Иваном Гофом) (ноябрь 2006)
- Buzzin' Fly Vol 3 (июнь 2006, Buzzin' Fly)
- Buzzin' Fly Vol 4 (май 2007, Buzzin' Fly)
- Buzzin' Fly – 5 Golden Years in the Wilderness (компилирован и микширован Беном Уоттом) (июнь 2008, Buzzin' Fly)